# Carex laricetorum
Carex laricetorum är en halvgräsart som beskrevs av Yi Liang Chou. Carex laricetorum ingår i släktet starrar, och familjen halvgräs. Inga underarter finns listade i Catalogue of Life.